# Jednobitová hudba
Jednobitová hudba je hudba, která je tvořena pouze sekvencí logických nul a logických jedniček. Veškerým nositelem informace v jednobitové hudbě je tak čas, druhý rozměr, kterým je informace o amplitudě, chybí.
Jedním z hudebníků věnujícím se tvorbě jednobitové hudby je Tristan Perich, autor 1-Bit Symphony v podobě samostatného přehrávače umístěného v CD obalu. Ve stejné podobě vydal i svou první kolekci jednobitové hudby 1-Bit Music.
Dalším hudebníkem tvořícím jednobitovou hudbu je Mister Beep, který ke skládání hudby používá počítač Timex Computer 2048. Svého času jednobitovou hudbu skládal i František Fuka.
Protože jedním bitem ovládaný reproduktor je součástí všech počítačů Sinclair ZX Spectrum, vzniklo pro ně mnoho rutin pro přehrávání jednobitové hudby:
- Huby - umožňuje přehrávat dva hudební kanály a bicí,
- Phaser 1 - umožňuje přehrávat dva hudební kanály a bicí nebo samplované bicí,
- Phaser 2 - umožňuje přehrávat dva hudební kanály a bicí,
- Savage - umožňuje přehrávat dva hudební kanály a bicí,
- Special FX/Super FX - umožňuje přehrávat dva hudební kanály a bicí,
- Beep Tracker - umožňuje přehrávat pět hudebních kanálů a samplované bicí,
- POWW - umožňuje přehrávat dva hudební kanály a bicí,
- Octode - umožňuje přehrávat osm hudebních kanálů a samplované bicí,
- Stocker - umožňuje přehrávat dva hudební kanály a bicí,
- Tritone - umožňuje přehrávat tři hudební kanály a bicí,
- QChan - umožňuje přehrávat dva hudební kanály a bicí,
- ZX-10 - umožňuje přehrávat čtyři hudební kanály,
- Earth Shaker - umožňuje přehrávat dva hudební kanály a bicí,
- Lyndon Sharp's 2ch - umožňuje přehrávat dva hudební kanály a bicí,
- Plip Plop - umožňuje přehrávat jeden hudební kanál a bicí,
- Tim Follin's 3ch'' - umožňuje přehrávat tři hudební kanály a bicí,
- ZX-7 - umožňuje přehrávat osm hudebních kanálů,
- tBeepr - umožňuje přehrávat dva hudební kanály a bicí,
- ntropic - umožňuje přehrávat dva hudební kanály a bicí.

Tyto rutiny pro přehrávání jednobitové hudby jsou podporovány editory Beepola a 1tracker pro počítače PC, Beepola generuje kód spustitelný přímo na ZX Spectru.
Special FX/Super FX patří mezi nejoblíbenější přehrávací rutiny jednobitové hudby, jejím autorem je Jonathan Smith. Rutina je založena na generování velkého množství impulsů v krátkém čase, jeden hudební kanál je hlasitější. Má také podporu synchronizace přes nemaskovatelné přerušení. K přehrávací rutině vznikl hudební editor Orfeus Music Assembler.
Na ZX Spectru se jednobitová hudba objevovala ve hrách, mezi její autory patřili Tim Follin (hudbu do her pro ZX Spectrum tvořil minimálně do roku 2001) a David Whittaker.